# Eisenach
Eisenach é uma cidade da Alemanha localizada na Turíngia. Possui população de 43 858 habitantes (2005) e área de 103,84 km². A cidade é a terra natal do compositor Johann Sebastian Bach e o lugar onde Martinho Lutero traduziu o Novo Testamento do latim para o alemão.
Eisenach é uma cidade independente (Kreisfreie Städte) ou distrito urbano (Stadtkreis), ou seja, possui estatuto de distrito (kreis).

## História
A história de Eisenach está ligada ao Castelo de Wartburg, que foi construído de acordo com a lenda no ano de 1067.
Eisenach, enquanto cidade, foi mencionada pela primeira vez no ano de 1180.
Após a Guerra da Sucessão Turingiana (1247-1264), Eisenach ficou sob o domínio da dinastia Wettin de Meissen. Após o estabelecimento de diversos microestados onde hoje é a Turíngia, Eisenach tornou-se um principado independente em 1521. No ano de 1751, Eisenach perdeu sua independência e se tornou parte do Ducado de Saxônia-Weimar.
Eisenach foi também o lugar onde Martinho Lutero viveu sua infância, embora não tenha nascido na cidade. Lutero também viveu na cidade recebendo a proteção de Frederico, o Sábio após ser perseguido por seu ponto de vista religioso. Foi durante a sua estadia no Castelo de Wartburg que ele traduziu o Novo Testamento do grego 
para o alemão.
A cidade é também a terra natal do compositor Johann Sebastian Bach.
O Partido Social-Democrata da Alemanha foi fundado em Eisenach no ano de 1869.

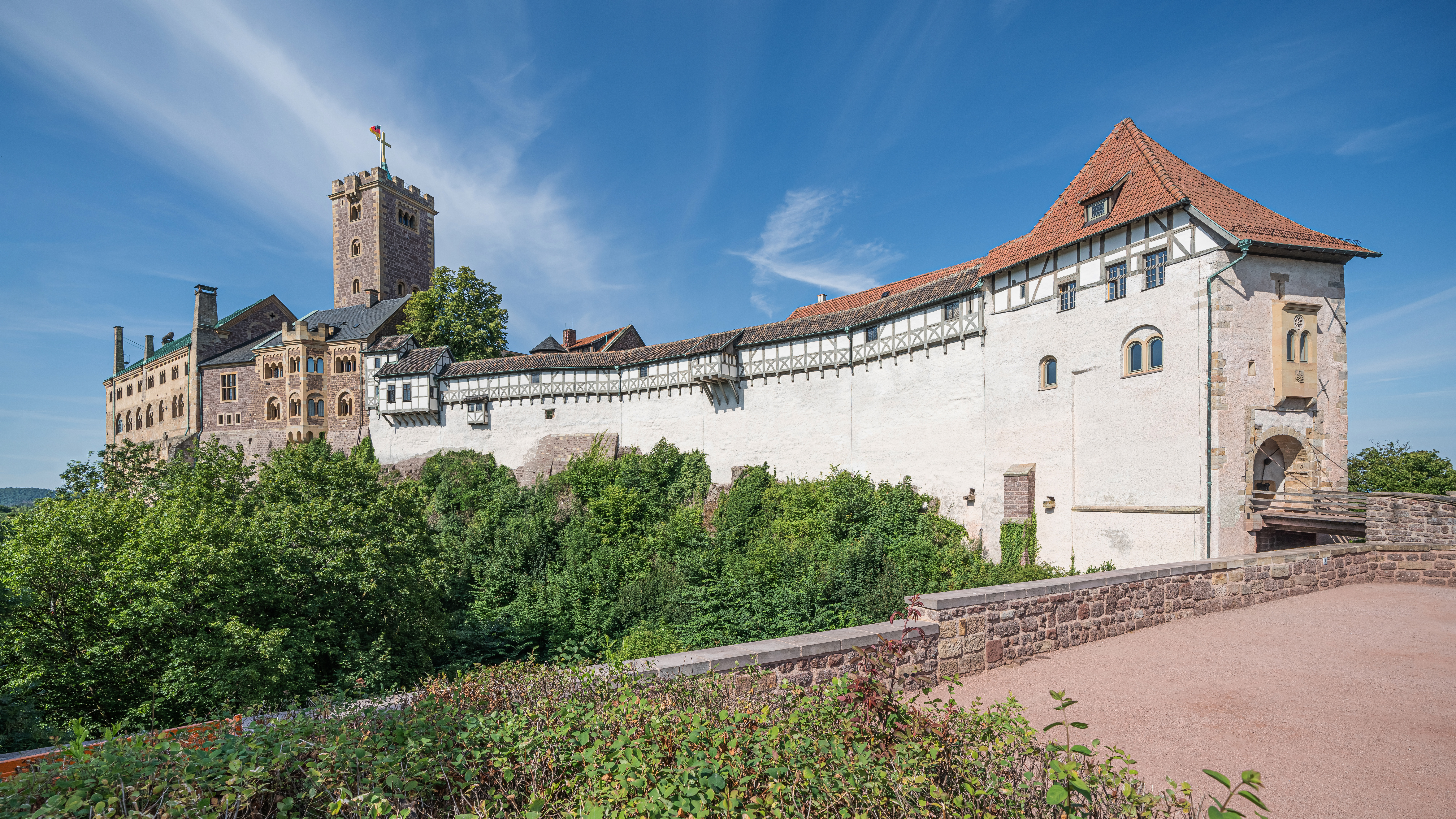
O Castelo de Wartburg, em Eisenach